# Józef Sigalin

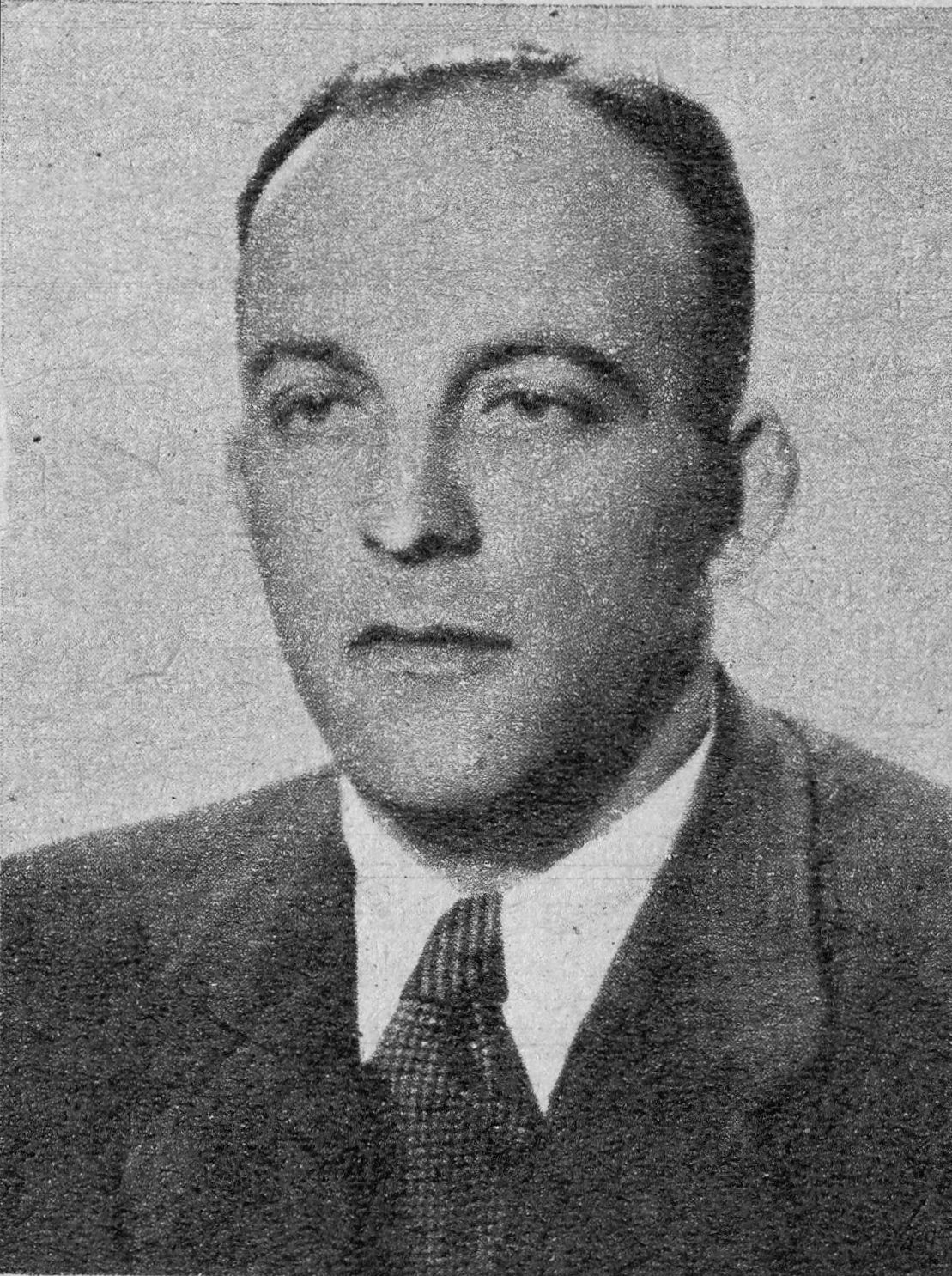
Józef Sigalin

Józef Sigalin (* 6. November 1909 in Warschau; † 25. Dezember 1983 in Warschau) war ein polnischer Architekt und Stadtplaner.

## Leben
Sigalin stammte aus einer wohlhabenden Fabrikantenfamilie jüdischer Herkunft und studierte ebenso wie seine älteren Brüder Roman und Grzegorz in Warschau Architektur. Während des Zweiten Weltkriegs wurde die Familie Sigalins ermordet. Er selbst überlebte in der Sowjetunion, wo er als Bauingenieur des Bergwerkes in Kremenez und einer Seidenfabrik im damaligen Leninabad tätig war. Ab Mai 1943 diente er als Stabsoffizier in einer polnischen Einheit der Roten Armee (1. Warschauer Infanteriedivision) und erreichte 1944 Lublin. Hier wurde er zunächst zum Leiter der Abteilung für Wiederaufbau und am 18. November 1944 zum stellvertretenden Leiter des Büros für Planung und Wiederaufbau beim Lubliner Komitee ernannt.
Am 21. Januar 1945 wurde er nach Warschau zur Aufnahme der Kriegsschäden geschickt. Nach der Befreiung Warschaus wurde Sigalin stellvertretender Leiter des im Februar 1945 gegründeten Büros zum Wiederaufbau der Hauptstadt (BOS). Von 1945 bis 1952 leitete er mit Stanisław Jankowski, Jan Knothe und Zygmunt Stępiński die größten Warschauer Baustellen: darunter die Poniatowski-Brücke, die W-Z-Trasse und die Ulica Marszałkowska mit dem MDM-Viertel. In der Hochzeit des Sozialistischen Realismus war Sigalin der Chefarchitekt Warschaus. Er befürwortete auf Vorschlag Wjatscheslaw Michailowitsch Molotows am 3. Juli 1951 den Bau des Warschauer Kulturpalastes. 1956 legte er das Amt des Chefarchitekten nieder. Seiner weiteren Arbeit als Architekt entstammen neben vielen weiteren Bauwerken auch die Schnellverkehrsstraßen Trasa Starzyńskiego und Trasa Łazienkowska.